# 徐廷生
徐廷生（？—），中华人民共和国政治人物，曾任辽宁省人大常委会副主任，辽宁省关心下一代工作委员会常务副主任，第九届全国人大代表。